# Ospreys
Pour les articles homonymes, voir Osprey et Swansea (homonymie).
Maillots
Actualités
Dernière mise à jour : 22 septembre 2024.
Les Ospreys (en Gallois Y Gweilch), anciennement les Neath-Swansea Ospreys sont une franchise régionale de rugby à XV galloise, participant à l'United Rugby Championship et à la Champions Cup/Challenge Cup. Le club est fondé en 2003 lorsque la WRU décide de passer de neuf à cinq équipes professionnelles.
Au début de la saison 2005-2006, l’équipe retire les mots Neath-Swansea de son nom pour devenir simplement les Ospreys, même si la société administrant la franchise s’appelle toujours Neath-Swansea Ospreys. Le mot anglais osprey désigne un rapace : le Balbuzard pêcheur, oiseau au plumage noir et blanc, qui représente l'union de deux clubs historiques aux couleurs respectives noire et blanche.
À domicile, le club évolue habituellement tout en noir et arbore généralement une tunique blanche pour les matchs à l'extérieur.
Les Ospreys jouent leurs matchs à domicile au Liberty Stadium, stade qu'ils partagent avec l'équipe de football Swansea City. C'est également l'équipe galloise qui a remporté le plus de titre, ils comptent quatre victoires en Pro12 et une victoire en Coupe anglo-galloise. Les Ospreys ont vaincu l'Australie en 2006 sur le score de 24-16.

## Histoire

### 2003: La création du club

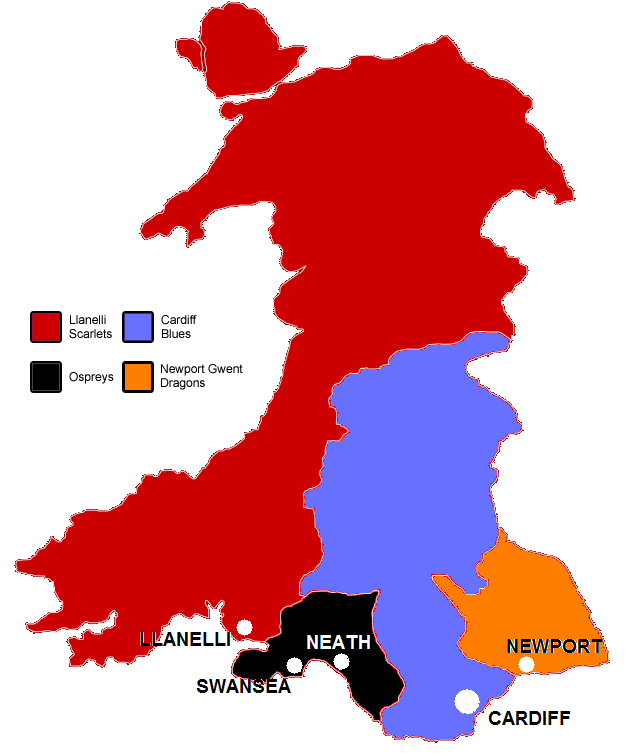
Aires représentées par les équipes galloises de Celtic League.

L’équipe est créée en 2003 quand la WRU prend la décision controversée de restreindre le niveau supérieur du rugby professionnel gallois de neuf clubs à cinq sélections régionales, dans une tentative de copier les modèles à succès de l’Irlande et des trois nations de l’hémisphère sud : la Nouvelle-Zélande, l’Australie et l’Afrique du Sud. Depuis la disparition des Celtic Warriors en 2004, le rugby régional gallois ne compte plus que quatre équipes.
Les Ospreys représentent l’ensemble des zones de Neath et Swansea dans l’ouest du Glamorgan, incluant les zones de la haute vallée de Swansea, englobant aussi Port Talbot et Aberavon. Ils sont à l’origine créés sous la forme d’un partenariat entre les deux clubs les plus performants de la région : Neath RFC et Swansea RFC, qui détiennent encore aujourd’hui chacun 50 % de la franchise. À l’été 2004 et à la suite de la liquidation des Celtic Warriors, le périmètre des Neath-Swansea Ospreys s’élargit à l’est pour englober l’essentiel des zones de Bridgend et Ogmore. Pour des raisons de logistique, il est toutefois décidé qu’aucun match à domicile ne sera joué au Brewery Field de Bridgend.
Après quelques disputes inévitables compte tenu de la rivalité historique entre Neath et Swansea, les Ospreys s'imposent et réclament le titre de seule vrai équipe régionale galloise, après la disparition des Celtic Warriors. Disposant initialement d’un effectif présenté parmi les plus faibles des régions galloises, notamment de par sa profondeur, les Ospreys se comportent remarquablement pour leur première année, se qualifiant pour la coupe d'Europe

### 2003-2007: Les débuts et premier titre
Le premier match officiel du club est une victoire 41-30 sur les Irlandais de l'Ulster à The Gnoll à Neath. En Coupe d'Europe, les Ospreys se retrouvent dans une poule compliqué avec notamment le Stade toulousain, Édimbourg et Leeds Carnegie. Le club terminera sa compétition dernier de sa poule avec seulement une victoire lors de la dernière journée face aux Anglais de Leeds (10-3). Cependant, les Ospreys semble plus à l'aise en championnat dans lequel ils termineront à une honorable cinquième place synonyme de qualification pour la Coupe d'Europe la saison suivante.
La saison 2004-2005 sera tout autre pour les Ospreys, l'équipe termine la saison champion lors du dernier match face à Édimbourg, victoire 29-12. Le titre est acquis de justesse puisque les Ospreys ne compte qu'un seul point d'avance sur Cardiff Blues à la fin de la saison. En coupe d'Europe, le club se retrouve avec le Munster, le Castres olympique et les Harlequins. Leur parcours sera de bien meilleure qualité que celui de l'an passé puisque les Ospreys battent par deux fois les Anglais des Harlequins et une fois Castres. Le club termine à la troisième place du groupe totalisant trois victoires et trois défaites.
Le nom de la franchise est réduite en mai 2005 au nom Ospreys, abandonnant toute allusion géographique.
La saison 2005-2006 est très décevante, le club termine à une modeste septième place en championnat. En coupe d'Europe, les Ospreys font face à Leicester Tigers, au Stade français et à l'ASM Clermont Auvergne. Malgré une bonne entame avec la victoire 13-8 face au Stade français, le club s'incline par trois fois de suite, une fois face à Clermont 34-14 et deux fois face à Leicester 30-12 et 17-15. Les Ospreys relèveront la tête lors du match retour face à Clermont avec une victoire 26-12 mais s'inclinera lourdement encore une fois lors de la dernière journée face au Stade français 43-10.

### 2007-2012: L'âge d'or
La saison 2006-2007 est une vraie réussite pour le club puisque les Ospreys remporte pour la deuxième fois la Ligue Celte avec une nouvelle fois un seul point d'avance sur Cardiff Blues. Le club manque de justesse de se qualifier pour les quarts de finale de la Coupe d'Europe puisque le club termine à la deuxième position derrière le Stade français mais devant Sale Sharks et Calvisano. Les Ospreys remportent de justesse leur premier match 17-16 après un essai de Shane Williams à la 85e minute. Le deuxième match voit les gallois s'incliner face au Stade français à Paris sur le score de 27-14, mais ils infligeront deux corrections aux italiens de Calvisano 50-27 et 26-9 lors du match retour. Le club terminera sa campagne européenne par un match nul face au Stade français 22-22 et une dernière victoire sur le terrain de Sale 18-7. Les gallois ne font pas partie des meilleurs deuxième puisque le Munster et Northampton Saints termineront devant eux.

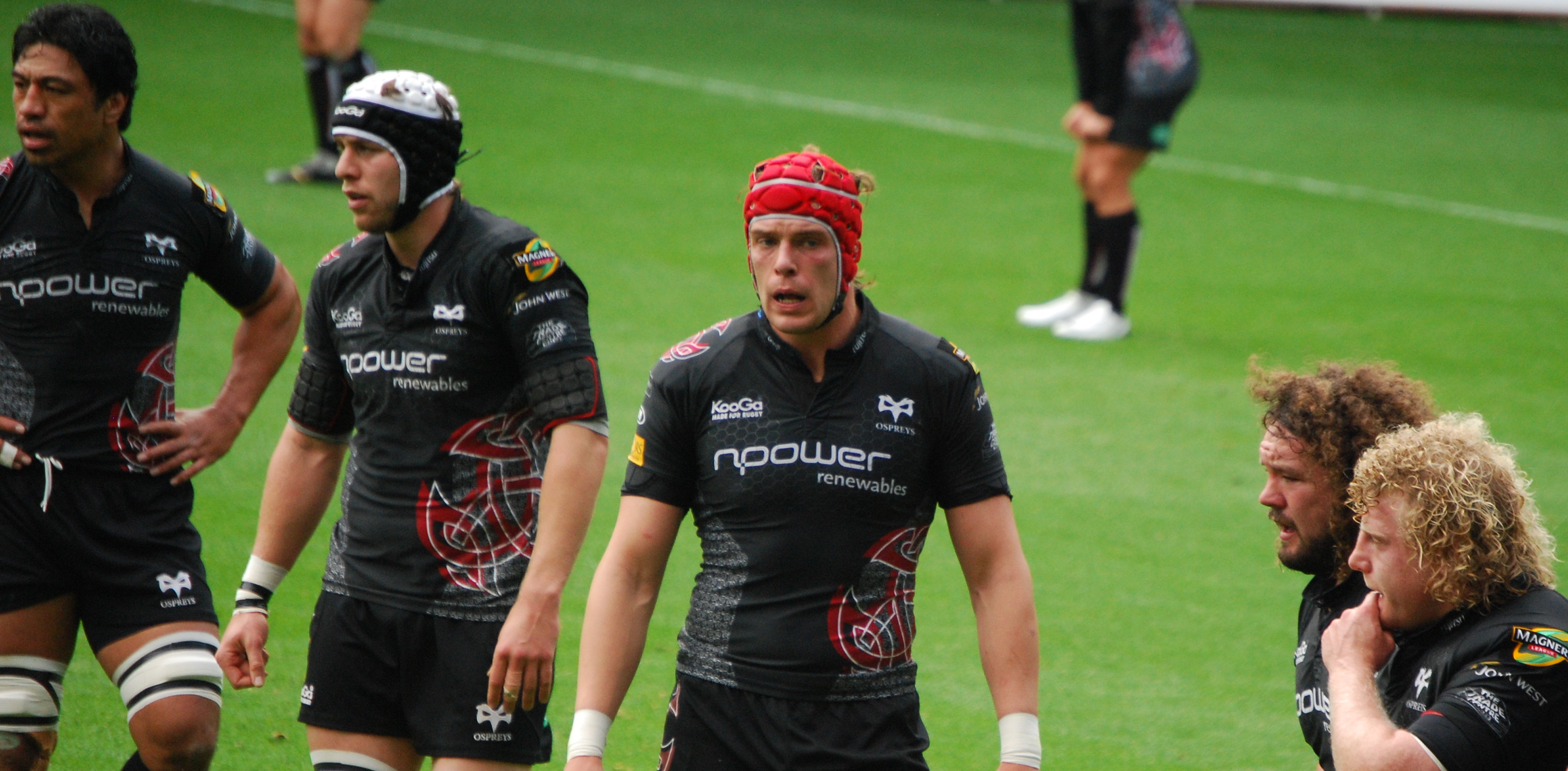
Les Ospreys en 2008

La saison 2007-2008 est une déception en championnat et le club ne parvient pas à conserver son titre. Les Ospreys terminent la saison à la 7e place dans un championnat remporté par le Leinster emmenés par Brian O'Driscoll. Cependant, le club parvient à franchir un cap en Coupe d'Europe. En effet, les gallois parviennent à se qualifier pour la première fois de leur histoire en quart de finale de la compétition. Ils se sont tout d'abord retrouver dans la poule 2 avec Gloucester, Bourgoin-Jallieu et l'Ulster. La compétition démarre de belle manière puisque les gallois l'emporte à domicile face aux français de Bourgoin sur le score de 22-15. Les Ospreys s'inclineront lors de la deuxième journée face à Gloucester sur le score de 26-18. Cependant, ce faux pas en Angleterre sera le seul puisque les gallois remporteront la totalité de leurs matchs restants. Tout d'abord un carton face à l'Ulster 48-17 puis une victoire en terre Irlandaise 16-8. Les gallois prendront leur revanche face à Gloucester 32-15 et concluront leur phase de poule par une dernière victoire contre Bourgoin 28-21. Le club termine 2e la poule et rencontrera les Anglais des Saracens en quart. Cependant, son premier quart de finale se conclut par une défaite au Vicarage Road sur le score de 19-10.

## Identité visuelle

### Logo

Évolution du logo
Ancien logo.

## Stades

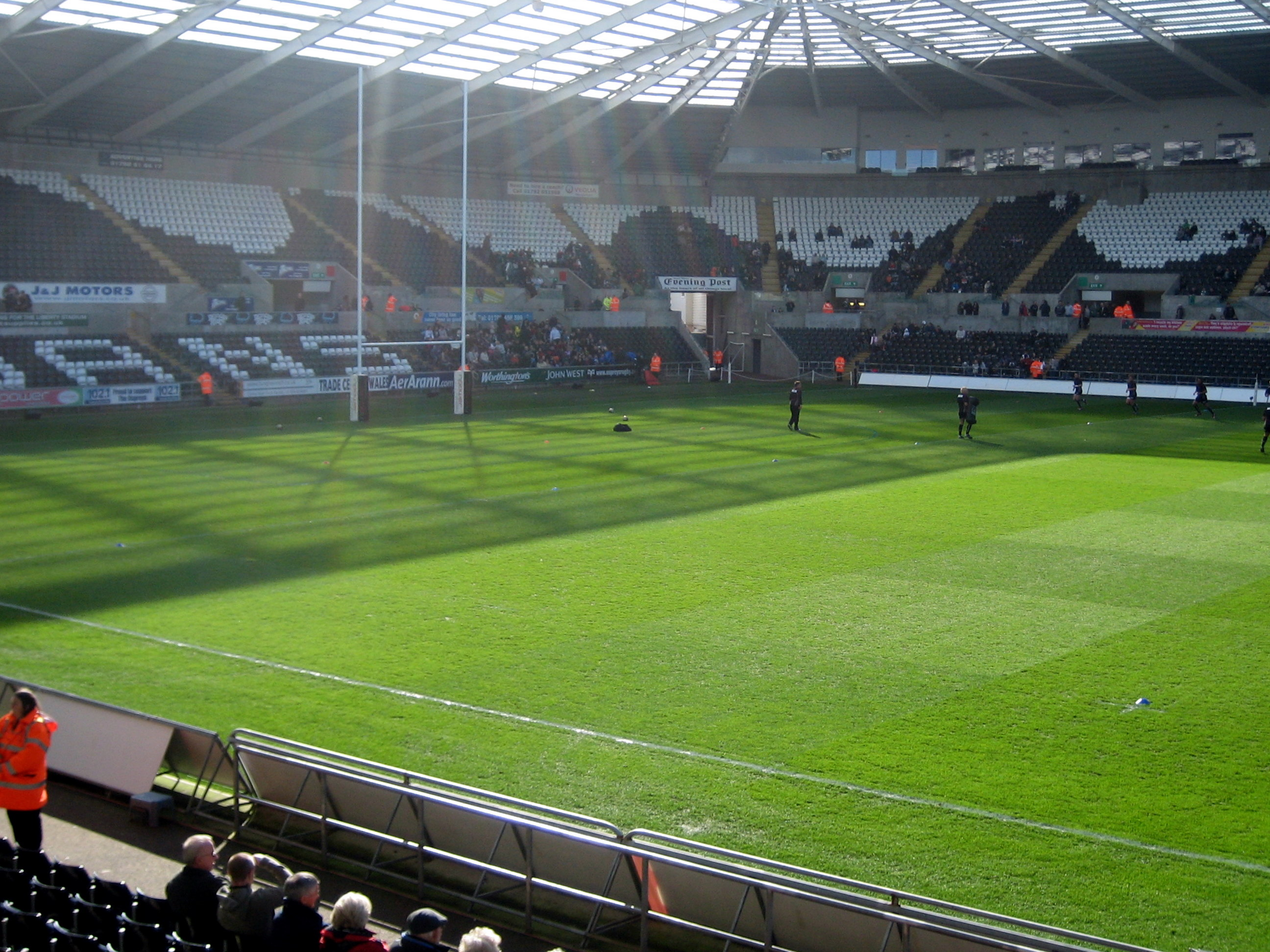
Le Liberty Stadium, stade des Ospreys

Durant leurs deux premières saisons, les Ospreys partagent leurs matchs à domicile entre le stade de St Helen's à Swansea et celui de The Gnoll à Neath. Pour leur troisième saison, en 2005-06, les Ospreys jouent désormais leurs matchs à domicile dans leur nouveau stade ultramoderne de 20 000 places, le Liberty Stadium situé dans le quartier de Landore à Swansea.

## Palmarès
Le tableau suivant récapitule les performances des Ospreys dans les diverses compétitions nationales et européennes.
| Compétitions nationales | Compétitions européennes                                   |
| --- | ---------------------------------------------------------- |
| Celtic League / Pro12 - Champion (4) : 2005, 2007, 2010 et 2012 Coupe anglo-galloise - Vainqueur (1) : 2008 - Finaliste (1) : 2007 | Coupe d'Europe - Quart de finaliste (3) : 2008, 2009, 2010 |

## Personnalités du club

### Effectif 2024-2025
Ci-dessous, l'effectif des Ospreys pour la saison 2024-2025.
| Nom                      | Naissance        | Nationalité sportive | Sélections (points) | Dernier club       | Arrivée au club |
| Talonneurs               | Talonneurs       | Talonneurs           | Talonneurs          | Talonneurs         | Talonneurs      |
| ------------------------ | ---------------- | -------------------- | ------------------- | ------------------ | --------------- |
| Dewi Lake                | 16 mai 1999      | Pays de Galles       | 23 (35)             | Formé au club      | 2018            |
| Ethan Lewis              | 7 février 1994   | Pays de Galles       | -                   | Saracens           | 2023            |
| Sam Parry                | 17 décembre 1991 | Pays de Galles       | 7 (10)              | Dragons RFC        | 2014            |
| Piliers                  |                  |                      |                     |                    |                 |
| Tom Botha                | 31 août 1990     | Afrique du Sud       | -                   | Cheetahs           | 2018            |
| Rhys Henry               | 8 septembre 1998 | Pays de Galles       | -                   | Formé au club      | 2021            |
| Garyn Phillips           | 14 mai 2001      | Pays de Galles       | -                   | Formé au club      | 2021            |
| Gareth Thomas            | 2 août 1993      | Pays de Galles       | 42 (0)              | Scarlets           | 2014            |
| Steffan Thomas           | 27 avril 1997    | Pays de Galles       | -                   | Scarlets           | 2024            |
| Ben Warren               | 24 avril 2000    | Pays de Galles       | -                   | Formé au club      | 2021            |
| Deuxièmes lignes         |                  |                      |                     |                    |                 |
| Adam Beard               | 7 janvier 1996   | Pays de Galles       | 59 (0)              | Formé au club      | 2014            |
| Rhys Davies              | 9 novembre 1998  | Pays de Galles       | 3 (0)               | Bath Rugby         | 2020            |
| James Fender             | 3 août 2001      | Pays de Galles       | -                   | Formé au club      | 2020            |
| William Greatbanks       | 18 janvier 2003  | Angleterre           | -                   | Soyaux Angoulême   | 2024            |
| James Ratti              | 14 octobre 1997  | Pays de Galles       | 3 (0)               | Cardiff Rugby      | 2023            |
| Huw Sutton               | 17 novembre 1999 | Pays de Galles       | -                   | Formé au club      | 2022            |
| Troisièmes lignes aile   |                  |                      |                     |                    |                 |
| Harri Deaves             | 13 juin 2001     | Pays de Galles       | -                   | Formé au club      | 2022            |
| Will Griffiths           | 25 décembre 1998 | Pays de Galles       | -                   | Formé au club      | 2018            |
| Will Hickey              | 31 octobre 2001  | Irlande              | -                   | Leinster           | 2022            |
| Jac Morgan               | 21 janvier 2000  | Pays de Galles       | 24 (35)             | Scarlets           | 2021            |
| Jeandré Rudolph          | 9 mai 1994       | Afrique du Sud       | -                   | Cheetahs           | 2024            |
| Justin Tipuric           | 6 août 1989      | Pays de Galles       | 93 (55)             | Formé au club      | 2009            |
| Troisièmes lignes centre |                  |                      |                     |                    |                 |
| Morgan Morris            | 28 août 1998     | Pays de Galles       | -                   | Formé au club      | 2017            |
| Morgan Morse             | 18 janvier 2005  | Pays de Galles       | -                   | Formé au club      | 2023            |
| Demis de mêlée           |                  |                      |                     |                    |                 |
| Luke Davies              | 26 février 2002  | Pays de Galles       | -                   | Formé au club      | 2023            |
| Kieran Hardy             | 30 novembre 1995 | Pays de Galles       | 25 (40)             | Scarlets           | 2024            |
| Reuben Morgan-Williams   | 2 février 1998   | Pays de Galles       | 1 (0)               | Formé au club      | 2017            |
| Demis d'ouverture        |                  |                      |                     |                    |                 |
| Dan Edwards              | 7 mai 2003       | Pays de Galles       | 3 (16)              | Formé au club      | 2023            |
| Luke Scully              | 28 février 2000  | Pays de Galles       | -                   | Cardiff Rugby      | 2022            |
| Jack Walsh               | 11 janvier 2000  | Australie            | -                   | Exeter Chiefs      | 2022            |
| Owen Williams            | 27 février 1992  | Pays de Galles       | 8 (10)              | Worcester Warriors | 2022            |
| Centres                  |                  |                      |                     |                    |                 |
| Phil Cokanasiga          | 31 juillet 2001  | Angleterre           | -                   | Leicester Tigers   | 2024            |
| Tom Florence             | 19 mars 2003     | Pays de Galles       | -                   | Formé au club      | 2022            |
| Owen Watkin              | 12 octobre 1996  | Pays de Galles       | 44 (10)             | Formé au club      | 2015            |
| Keiran Williams          | 12 avril 1997    | Pays de Galles       | 1 (0)               | Formé au club      | 2017            |
| Ailiers                  |                  |                      |                     |                    |                 |
| Keelan Giles             | 29 janvier 1998  | Pays de Galles       | 1 (0)               | Formé au club      | 2016            |
| Daniel Kasende           | 9 mai 1995       | RD Congo             | -                   | Cheetahs           | 2024            |
| Luke Morgan              | 16 mai 1992      | Pays de Galles       | 1 (0)               | Formé au club      | 2011            |
| Max Nagy                 | 13 juin 1996     | Angleterre           | -                   | Formé au club      | 2021            |
| Arrières                 |                  |                      |                     |                    |                 |
| Iestyn Hopkins           | 4 avril 2002     | Pays de Galles       | -                   | Formé au club      | 2023            |

### Joueurs emblématiques
- Scott Baldwin
- Lee Byrne
- Sam Davies
- Brent Cockbain
- Gavin Henson
- Richard Hibbard
- James Hook
- Adam Jones
- Ryan Jones
- Sonny Parker
- Justin Tipuric
- Shane Williams
- Alun Wyn Jones
- Jerry Collins
- Marty Holah
- Justin Marshall
- Tommy Bowe
- Stefan Terblanche
- Nikki Walker

## Équipes associées en Welsh Premier Division
- Aberavon RFC
- Bridgend RFC
- Swansea RFC